# Rot-Weiss Essen
Rot-Weiss Essen este un club de fotbal din Essen, Germania care evoluează în 3. Liga.